# 配子发生
配子发生（英語：gametogenesis）是一個生物體內的機制，可以形成雙倍體或單倍體的前期細胞使之進行細胞分裂以及分化，形成成熟的單倍體配子。根據不同生物的生活史，配子發生會藉由雙倍體細胞進行減數分裂形成多個配子，或者從單倍體細胞進行有絲分裂。舉例來說，植物透過配子體進行有絲分裂而形成配子。配子體來自於胞子減數分裂形成的單倍體胞子。在多細胞生物的減數分裂以及配子生成之間，單倍體的存在也被稱為世代的交替。